# Santiago Godoy
Santiago Leandro Godoy (Avellaneda, 4 febbraio 2001) è un calciatore argentino, attaccante del Beroe.

## Caratteristiche tecniche
È un centravanti.

## Carriera
Cresciuto nel settore giovanile del Boca Juniors, dal 2015 al 2018 milita nel Berazategui prima di firmare per il Racing Club; nel 2020 viene promosso in prima squadra dove debutta il 1º novembre in occasione dell'incontro di Copa Diego Armando Maradona perso 4-1 contro l'Atl. Tucumán.

## Statistiche

### Presenze e reti nei club
Statistiche aggiornate all'11 maggio 2021.
| Stagione        | Squadra         | Campionato      | Campionato | Campionato | Coppe nazionali | Coppe nazionali | Coppe nazionali | Coppe continentali | Coppe continentali | Coppe continentali | Altre coppe | Altre coppe | Altre coppe | Totale | Totale |
| Stagione        | Squadra         | Comp            | Pres       | Reti       | Comp            | Pres            | Reti            | Comp               | Pres               | Reti               | Comp        | Pres        | Reti        | Pres   | Reti   |
| --------------- | --------------- | --------------- | ---------- | ---------- | --------------- | --------------- | --------------- | ------------------ | ------------------ | ------------------ | ----------- | ----------- | ----------- | ------ | ------ |
| 2020            | Racing Club     |                 | -          | -          | CdL             | 4               | 0               | CL                 | 1                  | 0                  |             | -           | -           | 5      | 0      |
| 2021            | Racing Club     |                 | -          | -          | CA+CdL          | 0               | 0               | CL                 | 2                  | 0                  |             | -           | -           | 2      | 0      |
| Totale carriera | Totale carriera | Totale carriera | 0          | 0          |                 | 4               | 0               |                    | 3                  | 0                  |             | -           | -           | 7      | 0      |

## Palmarès

### Individuale
- Capocannoniere del campionato bulgaro: 1

2024-2025 (18 reti)